# Alexandre Khintchine
Alexandre Iakovlevitch Khintchine (en russe : Александр Яковлевич Хинчин; ISO 9 : Aleksandr Âkovlevič Hinčin) (né à Kondrovo, dans l'oblast de Kalouga, le 19 juillet 1894 (7 juillet du calendrier julien) – mort à Moscou le 18 novembre 1959) est un mathématicien russe puis soviétique. Il est principalement connu pour son travail sur la théorie des probabilités.

## Carrière
Il effectue ses études secondaires au collège professionnel de Kalouga, puis fréquente une école préparatoire de Zürich entre 1906 et 1907 avant de finir ses études secondaires dans un lycée professionnel de Moscou. Il s'inscrit en 1911 aux cours de mathématiques de l'Université de Moscou et effectue ses premières recherches sur l'analyse réelle au sein de l'équipe de Louzine. En 1916, il est recruté comme assistant par une école d'ingénieurs de Moscou, puis devient professeur de la Faculté de physique mathématique d'Ivanovo-Voznessensk.
En 1922, il est appelé à occuper une chaire de mathématique à Moscou, est nommé à la tête de la section de Didactique au Commissariat du Peuple pour l'instruction populaire de la RSFSR, et en 1939 l'Académie des sciences d'URSS l'élit membre correspondant. Au milieu des années 1940, il est nommé membre du Présidium de l'Académie soviétique des sciences pédagogiques.
L'enseignement de Khintchine était apprécié des étudiants : l'un d'eux, le soldat Seryodja, blessé au front lors de l'invasion allemande, lui écrivit pour lui demander de lui envoyer de la lecture mathématique afin d'occuper son temps. En réponse, Khintchine composa un petit recueil en forme de lettre, autour de trois questions de théorie des nombres (le théorème de van der Waerden sur les progressions arithmétiques, l'hypothèse de Šnirelman et le problème de Waring), résolues en leur temps, dit l'auteur, par des mathématiciens amateurs. Ce recueil parut en 1947 sous le titre de « Trois perles d'arithmétique » (voir la bibliographie ci-dessous).
Il est récompensé du Prix d’État de l'URSS, de l'Ordre de Lénine, de l'Ordre du Drapeau rouge du Travail, du Prix Staline et de l'Ordre de l'Insigne d'honneur.

## Recherches
Dans la continuité des travaux d'Arnaud Denjoy sur une approche générale de l’intégration, il recherche les conditions sous lesquelles, dans un certain intervalle, il est possible d'assigner presque partout une dérivée asymptotique à une fonction mesurable ; puis Khintchine se consacre au domaine de la théorie des nombres, comme les propriétés des nombres irrationnels en s'appuyant sur l'approximation diophantienne. Comme Kurt Mahler, il recherche les résultats transposables entre problèmes d'approximation voisins.
Il se consacre aux applications de l'analyse fonctionnelle à la Théorie des probabilités. Il examine notamment la dépendance de sommes de variables aléatoires indépendantes et à densités indéfiniment dérivables et élabore la représentation de Lévy-Khinchine. C'est ainsi qu'il parvient à démontrer qu'avec un choix convenable de constantes, la somme de densités normalisées, indépendantes et équidistribuées converge toujours vers une loi normale (Théorème central limite).
Il établit une théorie métrique des fractions continues, en démontrant en 1935 que pour presque tous les nombres réels, la moyenne géométrique des dénominateurs de leurs fractions continues converge vers la constante de Khintchine.
Il laisse son nom à un énoncé de la Loi faible des grands nombres.
En même temps qu'Andreï Kolmogorov, il pose les bases de la description des processus stochastiques et de la théorie des files d'attente, nécessaires pour modéliser, réparer et optimiser les automates et les chaînes de fabrication, et leur stratégie d'approvisionnement. Ces travaux l'amènent curieusement à étudier certains aspects de la physique quantique, où il parvient à établir certaines corrélations par voie analytique. Grâce aux avancées de George David Birkhoff sur les hypothèses du Théorème ergodique, Khintchine parvient à démontrer que dans les échantillonnages, il suffit d'identifier un seul processus stationnaire pour trouver la moyenne et les autocovariances de grandeurs expérimentales. Enfin il se passionne pour la théorie de l'information naissante, dont l'Américain Shannon venait de jeter les bases théoriques, où il énonce le théorème de Wiener-Khintchine.
Parmi ses doctorants, on relève les noms d'Alexandre Gelfond, de Dimitri Raïkov et de Boris Gnedenko.

## Œuvre
- « Sur la Loi des grands nombres », Comptes Rendus de l'Académie des Sciences,‎ 1929
- Asymptotische Gesetze der Wahrscheinlichkeitsrechnung, Berlin, Julius Springer, 1933[2].
- Continued Fractions, 1935 (réimpr. Univ. of Chicago Press, 1961) (ISBN 0-486-69630-8, lire en ligne)
- Three Pearls of Number Theory, Leningrad, 1947 (réimpr. 1952, 1998) (ISBN 0-486-40026-3) [7]
- (en) A. I. Khintchine, Mathematical Foundations of Statistical Mechanics, New York, éd. Dover, 1949, 179 p. (ISBN 0-486-60147-1)
- B. V. Gnedenko et A. I. Khintchine, Introduction à la théorie des Probabilités, éd. Dunod, 1964 (réimpr. 2), 157 p. (OCLC 416220322)